# ICM Registry
ICM Registry ist eine Domain Name Registry mit Hauptsitz im Bundesstaat Florida. Sie wurde 2004 gegründet, um die Verwaltung der Top-Level-Domain .xxx zu übernehmen. Hinter dieser wiederum steht die International Foundation for Online Responsibility (IFFOR) als sogenannter Sponsor.

## Geschichte
Der Antrag von ICM auf Einführung von .xxx wurde im Juni 2006 formell durch die ICANN akzeptiert. Allerdings stieß die Entscheidung auf harsche Kritik: Dem Unternehmen wurde vorgeworfen, durch den Betrieb der Top-Level-Domain die Pornografie im World Wide Web unnötig zu fördern und den Jugendschutz nicht ausreichend zu berücksichtigen. Aufgrund zahlreicher Beschwerden verfügte das Handelsministerium der Vereinigten Staaten im August 2005 einen Aufschub der Einführung der neuen Top-Level-Domain.
Aufgrund der anhaltenden Kritik revidierte die ICANN ihre Entscheidung für .xxx und lehnte eine Einführung im März 2007 überraschend mit neun zu fünf Stimmen wieder ab. Die ICM Registry wehrte sich juristisch gegen die Abstimmung und wollte Einsicht in die Unterlagen der ICANN nehmen, im April 2008 wurde die Klage jedoch abgewiesen. Ein anschließend geführtes Verfahren vor dem Schiedsgericht des International Centre For Dispute Resolution gewann die ICM Registry jedoch, sodass die ICANN eine Vergabe von .xxx neu prüfen musste.
Daraufhin erklärte die ICANN im August 2010, der Antrag von ICM Registry genüge nun formal allen Vergabekriterien und werde daher angenommen. Anschließend wurde ein Vertrag für den operativen Betrieb zwischen beiden Parteien ausgehandelt, der im September 2010 als Entwurf veröffentlicht wurde.
Endgültig unterzeichnet wurde der Vertrag zwischen ICANN und ICM Registry im Frühjahr 2011. Das Unternehmen kündigte daraufhin an, den aktiven Betrieb zeitnah aufnehmen zu wollen und die Einführung selbst in drei Phasen (Sunrise Period) zu untergliedern. Eigentlich war der Start für Juni 2011 geplant, erfolgte nach weiteren Verzögerungen aber erst am 6. Dezember 2011.
Im September 2012 startete ICM Registry unter der Bezeichnung search.xxx eine Suchmaschine, in die ausschließlich pornografische Inhalte mit einer .xxx-Adresse aufgenommen werden. Voraussetzung für die Indexierung ist die aktive Nutzung der entsprechenden Top-Level-Domain, geparkte Domains und Weiterleitungen werden nicht unterstützt. Im April 2013 öffnete ICM Registry die Suchmaschine für Werbekunden, die Anzeigen auf bestimmte Schlüsselwörter buchen konnten. Ziel dieser Maßnahme war es, dem Unternehmen neben dem Kerngeschäft mit Domains eine zweite Einnahmequelle zu erschließen.
Im Zuge der Vergabe neuer Top-Level-Domains bewarb sich ICM Registry um .porn, .sex und .adult. Bisherige Inhaber einer .xxx-Domain sollen derartige Adressen bevorzugt registrieren können. Ob und wann die neuen Endungen tatsächlich aktiv genutzt werden können, ist nicht bekannt.

## Kritik
Seitens der Pornoindustrie wurden Bedenken geäußert, eine neue Top-Level-Domain für pornografische Inhalte sei überhaupt nicht notwendig. ICM Registry habe es nur darauf abgesehen, der Branche unnötige zusätzliche Gebühren aufzubürden. Die Einführung von .xxx wurde als mit dem Zwang gleichgesetzt, sich eine entsprechende Domain registrieren zu müssen, nur um die eigenen Markenrechte zu schützen.
Außerdem wurde immer wieder von Experten bemängelt, dass ICM Registry bestimmte besonders wertvolle .xxx-Domains nicht öffentlich anbietet, sondern auch sich selbst registriert. Darunter fällt beispielsweise sex.xxx.